# Belmonte (Portugal)
Belmonte és un municipi portuguès, situat al districte de Castelo Branco, a la regió del Centre i a la subregió de Cova da Beira. L'any 2004 tenia 7.722 habitants. Es divideix en 5 freguesias. Limita al nord amb Guarda, a l'est amb Sabugal, al sud-est amb Fundão i a l'oest amb Covilhã.

## Població
| Població del concelho de Belmonte (1801 – 2004) | Població del concelho de Belmonte (1801 – 2004) | Població del concelho de Belmonte (1801 – 2004) | Població del concelho de Belmonte (1801 – 2004) | Població del concelho de Belmonte (1801 – 2004) | Població del concelho de Belmonte (1801 – 2004) | Població del concelho de Belmonte (1801 – 2004) | Població del concelho de Belmonte (1801 – 2004) | Població del concelho de Belmonte (1801 – 2004) |
| ----------------------------------------------- | ----------------------------------------------- | ----------------------------------------------- | ----------------------------------------------- | ----------------------------------------------- | ----------------------------------------------- | ----------------------------------------------- | ----------------------------------------------- | ----------------------------------------------- |
| 1801                                            | 1849                                            | 1900                                            | 1930                                            | 1960                                            | 1981                                            | 1991                                            | 2001                                            | 2004                                            |
| 2946                                            | 3969                                            | 6573                                            | 8190                                            | 9109                                            | 6765                                            | 7411                                            | 7592                                            | 7662                                            |

La població inclou uns 300 jueus de Belmonte, que foren fins als anys 1970s el cas més extraordinari conegut de comunitat criptojueva retornada al judaisme després de cinc segles.

## Freguesies
- Belmonte
- Caria
- Colmeal da Torre
- Inguias
- Maçainhas